# باشگاه فوتبال گسترش فولاد تبریز در فصل ۹۳–۱۳۹۲
فصل ۹۲–۱۳۹۲، نخستین فصل، حضور باشگاه فوتبال گسترش فولاد تبریز در لیگ برتر فوتبال ایران است. 
این فصل، ۷امین سال فعالیت باشگاه گسترش فولاد در رشته فوتبال نیز محسوب می‌شود.

## بازیکنان
فهرست بازیکنان باشگاه فوتبال گسترش فولاد تبریز در فصل ۹۳–۱۳۹۲ به شرح زیر است.
| شماره |       | نقش       | بازیکن               |
| ----- | ----- | --------- | -------------------- |
| ۱     | ایران | دروازه‌بان | محسن فروزان          |
| ۲     | ایران | مدافع     | مهدی محمدپور         |
| ۳     | ایران | مدافع     | میرمهدی قریشی ۲۳–    |
| ۴     | ایران | مدافع     | خالد شفیعی           |
| ۵     | ایران | هافبک     | سعید مهدی‌پور         |
| ۶     | ایران | هافبک     | میثم نقی‌زاده         |
| ۷     | ایران | مهاجم     | سامان نریمان‌جهان ۲۳– |
| ۸     | ایران | هافبک     | رسول علیزاده         |
| ۹     | ایران | مهاجم     | مهرداد بایرامی ۲۳–   |
| ۱۰    | ایران | مهاجم     | سید ایمان موسوی      |
| ۱۱    | ایران | هافبک     | سید امید نظامی‌پور    |
| ۱۲    | ایران | هافبک     | احمد امیرکامدار      |
| ۱۳    | ایران | مدافع     | امیر تیزرو           |

| شماره |                     | نقش       | بازیکن             |
| ----- | ------------------- | --------- | ------------------ |
| ۱۴    | ایران               | مهاجم     | بهزاد ذبیحی ۲۳–    |
| ۱۵    | ایران               | مدافع     | محمود خمیسی        |
| ۱۶    | ایران               | هافبک     | علیرضا نقی‌زاده ۲۱– |
| ۱۷    | ایران               | هافبک     | محمدرضا زینال‌خیری  |
| ۲۰    | ایران               | مدافع     | سید مرتضی محفوظی   |
| ۲۲    | ایران               | دروازه‌بان | سید مهدی اسلامی    |
| ۲۳    | ایران               | هافبک     | رسول پیرزاده       |
| ۲۸    | ایران               | مهاجم     | علی یونسی ۲۳–      |
| ۳۰    | ایالات متحده آمریکا | مدافع     | دیگو چاواری        |
| ۳۱    | ایران               | مدافع     | بهنام داداش‌وند     |
| ۳۳    | ایران               | دروازه‌بان | محمد ناصری ۲۱–     |
| ۴۰    | ایران               | هافبک     | سعید آقایی ۱۹–     |
| ۹۹    | ایران               | مهاجم     | رسول خطیبی         |

### فهرست آخرین نقل‌وانتقالات
نقل‌وانتقالات باشگاه گسترش فولاد در فصل ۹۳–۱۳۹۲ به شرح زیر است:

## مسئولان

### کادر فنی
| سمت              | نام                 |
| ---------------- | ------------------- |
| سرمربی           | رسول خطیبی          |
| دستیار و مشاور   | حسین خطیبی          |
| دستیار مربی      | یونس باهنر          |
| دستیار مربی      | یوسف بخشی‌زاده       |
| مربی دروازه‌بان‌ها | داریوش اسفندیاری    |
| مربی بدنسازی     | سعید آلوسی          |
| آنالیزور         | بهزاد بشتایم        |
| مسئول آکادمی     | فضل‌الله امیرغیاثوند |
| فیزیوتراپ        | هومن ثابت           |
| ماساژور          | سعید صادقی          |
| مدیر تیم         | عبدالرزاق میراب     |
| تدارکات          | علیرضا رهبردوست     |

### مدیران
| سمت             | نام                |
| --------------- | ------------------ |
| مالک            | محمدرضا زنوزی مطلق |
| رئیس هیئت مدیره | حمید حسین‌زاده      |
| مدیر عامل       | غلامرضا سمندر      |
| قائم‌مقام باشگاه | جمشید خطیبی        |
| مدیر رسانه‌ای    | علی اکبرزاده       |
| مدیر آکادمی     | کاوه سلامی         |

## کارکنان و لباس‌ها
| باشگاه      | سرمربی     | کاپیتان      | سازنده البسه | تبلیغ پیراهن  | فصل قبل            |
| ----------- | ---------- | ------------ | ------------ | ------------- | ------------------ |
| گسترش فولاد | رسول خطیبی | میثم نقی‌زاده | اول‌اشپورت    | هواپیمایی آتا | قهرمان لیگ آزادگان |

## عملکرد باشگاه در فصل سیزدهم لیگ برتر ایران

### نیم‌فصل نخست
| جدول نتایج باشگاه گسترش فولاد تبریز در نیم‌فصل نخست فصل سیزدهم لیگ برتر ایران | جدول نتایج باشگاه گسترش فولاد تبریز در نیم‌فصل نخست فصل سیزدهم لیگ برتر ایران | جدول نتایج باشگاه گسترش فولاد تبریز در نیم‌فصل نخست فصل سیزدهم لیگ برتر ایران | جدول نتایج باشگاه گسترش فولاد تبریز در نیم‌فصل نخست فصل سیزدهم لیگ برتر ایران | جدول نتایج باشگاه گسترش فولاد تبریز در نیم‌فصل نخست فصل سیزدهم لیگ برتر ایران | جدول نتایج باشگاه گسترش فولاد تبریز در نیم‌فصل نخست فصل سیزدهم لیگ برتر ایران | جدول نتایج باشگاه گسترش فولاد تبریز در نیم‌فصل نخست فصل سیزدهم لیگ برتر ایران | جدول نتایج باشگاه گسترش فولاد تبریز در نیم‌فصل نخست فصل سیزدهم لیگ برتر ایران | جدول نتایج باشگاه گسترش فولاد تبریز در نیم‌فصل نخست فصل سیزدهم لیگ برتر ایران | جدول نتایج باشگاه گسترش فولاد تبریز در نیم‌فصل نخست فصل سیزدهم لیگ برتر ایران | جدول نتایج باشگاه گسترش فولاد تبریز در نیم‌فصل نخست فصل سیزدهم لیگ برتر ایران | جدول نتایج باشگاه گسترش فولاد تبریز در نیم‌فصل نخست فصل سیزدهم لیگ برتر ایران | جدول نتایج باشگاه گسترش فولاد تبریز در نیم‌فصل نخست فصل سیزدهم لیگ برتر ایران | جدول نتایج باشگاه گسترش فولاد تبریز در نیم‌فصل نخست فصل سیزدهم لیگ برتر ایران | جدول نتایج باشگاه گسترش فولاد تبریز در نیم‌فصل نخست فصل سیزدهم لیگ برتر ایران |
| هفته                                                                         | تاریخ مسابقه                                                                 | ساعت برگزاری                                                                 | استادیوم                                                                     | میزبان                                                                       | نتیجه                                                                        | مهمان                                                                        | فیلم خلاصه بازی‌ها                                                            | جزئیات بازی‌ها                                                                | داور                                                                         | تماشاگران گسترش                                                              | گل‌زن‌های گسترش                                                                | کارت‌های گسترش                                                                | امتیاز                                                                       | رتبه                                                                         |
| ---------------------------------------------------------------------------- | ---------------------------------------------------------------------------- | ---------------------------------------------------------------------------- | ---------------------------------------------------------------------------- | ---------------------------------------------------------------------------- | ---------------------------------------------------------------------------- | ---------------------------------------------------------------------------- | ---------------------------------------------------------------------------- | ---------------------------------------------------------------------------- | ---------------------------------------------------------------------------- | ---------------------------------------------------------------------------- | ---------------------------------------------------------------------------- | ---------------------------------------------------------------------------- | ---------------------------------------------------------------------------- | ---------------------------------------------------------------------------- |
| ۱                                                                            | ۱۳۹۲/۰۵/۰۳                                                                   | ۲۲:۱۵                                                                        | یادگار تبریز                                                                 | گسترش فولاد                                                                  | ۱–۲                                                                          | استقلال                                                                      | فیلم                                                                         | جزئیات                                                                       | زرگر                                                                         | ۲۰،۰۰۰                                                                       | ۱۹' بایرامی                                                                  | –                                                                            | ۰                                                                            | ۱۱                                                                           |
| ۲                                                                            | ۱۳۹۲/۰۵/۱۰                                                                   | ۲۲:۰۰                                                                        | یادگار تبریز                                                                 | تراکتورسازی                                                                  | ۱–۱                                                                          | گسترش فولاد                                                                  | فیلم                                                                         | جزئیات                                                                       | صالحی                                                                        | –                                                                            | ۸۳' قریشی                                                                    | '۳۰ بایرامی '۶۳ شفیعی '۹۴ نریمان‌جهان                                         | ۱                                                                            | ۱۱                                                                           |
| ۳                                                                            | ۱۳۹۲/۰۵/۱۴                                                                   | ۲۲:۰۰                                                                        | یادگار تبریز                                                                 | گسترش فولاد                                                                  | ۱–۱                                                                          | سپاهان                                                                       | فیلم                                                                         | جزئیات                                                                       | خورشیدی                                                                      | ۱،۷۲۷                                                                        | ۷' قریشی                                                                     | بایرامی امیرکامدار '۵+۹۰ قریشی                                               | ۲                                                                            | ۱۱                                                                           |
| ۴                                                                            | ۱۳۹۲/۰۵/۲۰                                                                   | ۱۹:۴۵                                                                        | یادگار تبریز                                                                 | گسترش فولاد                                                                  | ۲–۰                                                                          | سپاسی                                                                        | فیلم                                                                         | جزئیات                                                                       | شرفی                                                                         | ۵۱۵                                                                          | ۶۵' بایرامی · ۱+۹۰' نریمان‌جهان                                               | تیزرو                                                                        | ۵                                                                            | ۹                                                                            |
| ۵                                                                            | ۱۳۹۲/۰۵/۲۵                                                                   | ۱۹:۴۵                                                                        | یادگار قم                                                                    | صبا                                                                          | ۲–۲                                                                          | گسترش فولاد                                                                  | فیلم                                                                         | جزئیات                                                                       | محمدی                                                                        | ۳۰                                                                           | ۴' موسوی · ۲۹' بایرامی                                                       | آقایی تیزرو                                                                  | ۶                                                                            | ۸                                                                            |
| ۶                                                                            | ۱۳۹۲/۰۶/۰۱                                                                   | ۱۹:۳۰                                                                        | یادگار تبریز                                                                 | گسترش فولاد                                                                  | ۰–۲                                                                          | داماش                                                                        | فیلم                                                                         | جزئیات                                                                       | زرگر                                                                         | ۵۰۰                                                                          | –                                                                            | –                                                                            | ۶                                                                            | ۹                                                                            |
| ۷                                                                            | ۱۳۹۲/۰۶/۰۸                                                                   | ۱۹:۳۰                                                                        | تختی تهران                                                                   | راه‌آهن                                                                       | ۱–۲                                                                          | گسترش فولاد                                                                  | فیلم                                                                         | جزئیات                                                                       | جهانبازی                                                                     | ۵۰۰                                                                          | ۵۲' نقی‌زاده ۷۴' بایرامی                                                      | –                                                                            | ۹                                                                            | ۸                                                                            |
| ۸                                                                            | ۱۳۹۲/۰۶/۱۴                                                                   | ۱۸:۰۰                                                                        | یادگار تبریز                                                                 | گسترش فولاد                                                                  | ۱–۱                                                                          | استقلال خوزستان                                                              | فیلم                                                                         | جزئیات                                                                       | کمانی                                                                        | ۸۰۰                                                                          | ۹۰' محمدپور                                                                  | –                                                                            | ۱۰                                                                           | ۹                                                                            |
| ۹                                                                            | ۱۳۹۲/۰۶/۲۲                                                                   | ۲۰:۰۰                                                                        | آزادی تهران                                                                  | پرسپولیس                                                                     | ۱–۰                                                                          | گسترش فولاد                                                                  | فیلم                                                                         | جزئیات                                                                       | ترکی                                                                         | ۷۰۰ بایگانی‌شده در ۱۵ سپتامبر ۲۰۱۳ توسط Wayback Machine                       | –                                                                            | '۹ داداش‌وند '۳۹ موسوی '۴۱ امیرکامدار '۸۶ شفیعی                               | ۱۰                                                                           | ۱۱                                                                           |
| ۱۰                                                                           | ۱۳۹۲/۰۶/۲۸                                                                   | ۱۷:۵۰                                                                        | یادگار تبریز                                                                 | گسترش فولاد                                                                  | ۲–۰                                                                          | ذوب‌آهن                                                                       | فیلم                                                                         | جزئیات                                                                       | ملکی                                                                         | ۲،۵۶۴                                                                        | ۶' علیزاده · ۷۵' علیزاده                                                     | شفیعی علیزاده نقی‌زاده                                                        | ۱۳                                                                           | ۸                                                                            |
| ۱۱                                                                           | ۱۳۹۲/۰۷/۰۵                                                                   | ۱۷:۰۰                                                                        | باهنر کرمان                                                                  | مس                                                                           | ۱–۲                                                                          | گسترش فولاد                                                                  | فیلم                                                                         | جزئیات                                                                       | سیدعلی                                                                       | –                                                                            | ۳۳' موسوی · ۴۶' علیزاده                                                      | زینال‌خیری نظامی‌پور امیرکامدار                                                | ۱۶                                                                           | ۶                                                                            |
| ۱۲                                                                           | ۱۳۹۲/۰۷/۱۲                                                                   | ۱۶:۰۰                                                                        | یادگار تبریز                                                                 | گسترش فولاد                                                                  | ۱–۲                                                                          | سایپا                                                                        | فیلم                                                                         | جزئیات                                                                       | دانش‌مهر                                                                      |                                                                              | ۷۲' نریمان‌جهان                                                               | موسوی                                                                        | ۱۶                                                                           |                                                                              |
| ۱۳                                                                           | ۱۳۹۲/۰۷/۲۵                                                                   | ۱۵:۴۵                                                                        | تختی انزلی                                                                   | ملوان                                                                        | ۲–۱                                                                          | گسترش فولاد                                                                  | فیلم                                                                         | جزئیات                                                                       | حاجی‌پور                                                                      |                                                                              | ۲۹' نریمان‌جهان                                                               |                                                                              | ۱۶                                                                           | ۸                                                                            |
| ۱۴                                                                           | ۱۳۹۲/۰۹/۰۱                                                                   |                                                                              | بنیان دیزل تبریز                                                             | گسترش فولاد                                                                  |                                                                              | نفت تهران                                                                    | فیلم                                                                         | جزئیات                                                                       |                                                                              |                                                                              |                                                                              |                                                                              |                                                                              |                                                                              |
| ۱۵                                                                           | ۱۳۹۲/۰۹/۰۷                                                                   |                                                                              | تختی اهواز                                                                   | فولاد                                                                        |                                                                              | گسترش فولاد                                                                  | فیلم                                                                         | جزئیات                                                                       |                                                                              |                                                                              |                                                                              |                                                                              |                                                                              |                                                                              |
|                                                                              |                                                                              |                                                                              |                                                                              |                                                                              |                                                                              |                                                                              |                                                                              |                                                                              |                                                                              |                                                                              | گل                                                                           | کارت زرد · کارت زرد دوم · کارت قرمز                                          |                                                                              |                                                                              |

### آمار نتایج فصل
| نیم فصل | تعداد بازی | برد | تساوی | باخت | گل زده | گل خورده | تفاضل گل | امتیاز | رتبه |
| ------- | ---------- | --- | ----- | ---- | ------ | -------- | -------- | ------ | ---- |
| اول     | ۱۷         | ؟   | ؟     | ؟    |        |          |          |        |      |
| دوم     | ۱۷         | ؟   | ؟     | ؟    |        |          |          |        |      |
| کل      | ۳۴         | ؟   | ؟     | ؟    |        |          |          |        |      |

## بازی‌های دوستانه

### بازی‌های پیش‌فصل
| دانشگاه آزاد اردبیل | ۲ – ۵ | گسترش فولاد                               |
| ------------------- | ----- | ----------------------------------------- |
| ؟                   | گزارش | مهرداد بایرامی (۳) · سامان نریمان‌جهان (۲) |

| گسترش فولاد | ۷ – ۱ | سامسونگ کرمان |
| --- | ----- | ------------- |
| ۹' مهرداد بایرامی · ۳۳' سامان نریمان‌جهان · ۵۰' احمد کامدار · ۵۷' علیرضا نقی‌زاده · ۶۹' امید نظامی‌پور · ۷۵' علیرضا نقی‌زاده · ۸۹' امید تیزرو | گزارش | ۸۰' مرتضی عرب |

| سایپای کرج | ۰ – ۱ | گسترش فولاد        |
| ---------- | ----- | ------------------ |
|            | گزارش | ۱۸' مهرداد بایرامی |

| راه‌آهن                    | ۱ – ۲ | گسترش فولاد                                                                   |
| ------------------------- | ----- | ----------------------------------------------------------------------------- |
| ۴۰' (پنالتی) امین منوچهری | گزارش | ۷۰' مهرداد بایرامی · ۷۳' مهرداد بایرامی · '۷۳ مهرداد بایرامی · '۹۰ خالد شفیعی |

| گسترش فولاد                                      | ۳ – ۰ | مس سونگون |
| ------------------------------------------------ | ----- | --------- |
| ۵' سعید آقایی · ۲۷' رسول خطیبی · ۷۳' ایمان موسوی | گزارش |           |

| گسترش فولاد     | ۱ – ۰ | نفت تهران |
| --------------- | ----- | --------- |
| ۷۲' دیگو چاواری | گزارش |           |